# John McIntosh (homme politique canadien)
Pour l’article homonyme, voir McIntosh.
John McIntosh  (27 octobre 1841-12 juillet 1904) est un agriculteur et homme politique fédéral et provincial du Québec.

## Biographie
Né à La Prairie dans le Canada-Est, il étudie dans son village natal en banlieue de Montréal. Après s'être installé sur une ferme dans la région de Compton en 1860, il devint gérant dans la Canadian Meat & Produce Company et dans la Canadian Meat & Stock Raising Company qui exportèrent du bétail en Angleterre. Devenu président de la Société agricole des Cantons-de-l'Est, il fut membre du gouvernement municipal de Waterville.
Élu député du Parti conservateur du Québec dans la circonscription provinciale de Compton en 1886, il fut réélu en 1890 et en 1892. Il démissionna en 1894. Durant ses mandats, il fut ministre sans portefeuille de 1891 à 1892.
Élu député du Parti conservateur dans la circonscription fédérale de Ville de Sherbrooke lors d'une élection partielle déclenchée après le décès du député sortant William Bullock Ives en 1900, il fut réélu lors des élections de 1900. Il est mort en fonction à Sherbrooke en 1904 à l'âge de 62 ans.